# Lampade touch
Le lampade touch sono lampade che si accendono e spengono toccando una determinata parte della lampada o un punto preposto come interruttore. Possono funzionare a batterie o collegate ad una presa elettrica, in alcune è possibile variare l'intensità della luce o cambiare colore. Per accenderle o controllarne le funzioni basta esercitare con un dito una semplice pressione.